# Župnija Buče
Župnija Buče je rimskokatoliška teritorialna župnija Dekanije Kozje–Rogatec–Šmarje pri Jelšah škofije Celje.
Do 7. aprila 2006, ko je bila ustanovljena škofija Celje, je bila župnija del kozjanskega naddekanata škofije Maribor.